# 源実
源 実（みなもと の さね）は、平安時代前期の貴族・歌人。嵯峨源氏、参議・源舒の次男。 官位は従五位上・信濃守。

## 経歴
左兵衛少尉を経て、宇多朝にて六位蔵人を務め、寛平6年（894年）従五位下に叙爵。寛平9年（897年）醍醐天皇の即位に伴って従五位上に叙せられると共に、左近衛権少将兼五位蔵人に任ぜられて、天皇の身近に仕える。
昌泰2年（899年）信濃守として地方官に転じるが、翌昌泰3年（900年）卒去。
勅撰歌人として、『古今和歌集』に和歌作品1首が収められている。それによると、筑紫に湯浴みに向かう途中に山城国と摂津国の境である山崎で遊女であり大江玉淵の義理の娘である白女や藤原兼茂と歌を贈答している。

## 官歴
注記のないものは『古今和歌集目録』による。
- 元慶4年（880年） 正月11日：左兵衛少尉
- 寛平3年（891年） 日付不詳：六位蔵人
- 寛平6年（894年） 正月7日：従五位下
- 寛平8年（896年） 10月11日：見左衛門権佐[2]
- 寛平9年（897年） 7月5日：左近衛権少将、五位蔵人。7月13日：従五位上
- 昌泰2年（899年） 正月11日：信濃守、止左近衛少将?[3]
- 昌泰3年（900年） 日付不詳：卒去